# Shadows in the Night
Albums de Bob Dylan
The 50th Anniversary Collection 1964
(2014) The Bootleg Series Vol. 12: The Cutting Edge 1965–1966
(2015)
Shadows in the Night est le trente-sixième album enregistré par Bob Dylan en studio. Paru en février 2015, il comprend exclusivement des reprises de succès des années 1940 et 1950 popularisés par Frank Sinatra.
L'album se classe no 1 des ventes au Royaume-Uni à sa sortie.

## Titres
| 1.    | I'm a Fool to Want You       | Frank Sinatra, Jack Wolf, Joel Herron        | 4:51 |
| 2.    | The Night We Called It a Day | Matt Dennis, Tom Adair                       | 3:24 |
| 3.    | Stay with Me                 | Jerome Moross, Carolyn Leigh                 | 2:56 |
| 4.    | Autumn Leaves                | Joseph Kosma, Jacques Prévert, Johnny Mercer | 3:02 |
| 5.    | Why Try to Change Me Now     | Cy Coleman, Joseph McCarthy                  | 3:38 |
| 6.    | Some Enchanted Evening       | Oscar Hammerstein II, Richard Rodgers        | 3:28 |
| 7.    | Full Moon and Empty Arms     | Buddy Kaye, Ted Mossman, Sergueï Rachmaninov | 3:26 |
| 8.    | Where Are You?               | Harold Adamson, Jimmy McHugh                 | 3:37 |
| 9.    | What'll I Do                 | Irving Berlin                                | 3:21 |
| 10.   | That Lucky Old Sun           | Haven Gillespie, Beasley Smith               | 3:39 |
| 35:17 |                              |                                              |      |

## Musiciens
- Bob Dylan : chant
- Stu Kimball, Charlie Sexton : guitare
- Donnie Herron : guitare pedal steel
- Tony Garnier : basse
- Daniel Fornero, Larry G. Hall : trompette
- Alan Kaplan, Andrew Martin, Francisco Torres : trombone
- Dylan Hart, Joseph Meyer : cor d'harmonie
- George Receli : percussions